# Таласский район (Таласская область)
Таласский район (кирг. Талас району) — административная единица на востоке Таласской области Кыргызстана. Административный центр — село Манас.

## История
Образован 23 июля 1930 года в составе Киргизской АССР РСФСР. С образованием Киргизской ССР вошёл в её состав. В 1939 году при образовании Фрунзенской области Киргизской ССР Таласский район вошёл в её состав.
С 22 июня 1944 года по 18 февраля 1956 года — в составе Таласской области. После её упразднения район вновь включён во Фрунзенскую область, которая, в свою очередь, была ликвидирована 27 января 1959 года, и Таласский район перешёл в республиканское подчинение.
29 октября 1958 года к Таласскому району был присоединён Будённовский район.
В связи с ликвидацией 26 ноября 1959 года Ленинпольского района в состав Таласского включены Барк-Арыкский, Кызыл-Октябрьский, Ленинпольский, Орловский и Чалдоварский сельсоветы.
В связи с ликвидацией 30 декабря 1962 года Кировского района входившие в его состав сельсоветы и посёлок городского типа Маймак включены в состав Таласского района.
Однако уже 22 июня 1964 года Кировский район был восстановлен и в его состав включены: Ак-Чийский, Бейшекенский, Грозненский, Каиндинский, Кара-Сайский, Киргизия, Кировский, Ключевский, Кок-Сайский, Майский, Покровский, Уч-Коргонский и Чимгентский поселковые советы, а также посёлок городского типа Маймак.
После восстановления 19 апреля 1977 года Ленинпольского района из Таласского района в его состав были переданы Барк-Арыкский, Кызыл-Октябрьский, Ленинпольский, Орловский сельсоветы.
27 апреля 1978 года в Ивано-Алексеевский сельский совет Таласского района переданы населённые пункты Нылды и Сары-Булак Каиндинского сельского совета.
3 сентября 1980 года в Киргизской ССР была вновь создана Таласская область, куда включён одноимённый район. Кроме того, в составе новой области сформирован Манасский район, в который из Ивано-Алексеевского сельсовета Таласского были переданы населённые пункты Нылды и Сары-Булак (в Каиндинский сельский совет).
2 февраля 1987 года село Джаны-Чек из Таласского района (сельсовет 40 лет Октября) включено в город Талас.
В период с 5 октября 1988 года по 14 декабря 1990 года, когда Таласская область вновь была упразднена, район находился непосредственно в республиканском подчинении. После восстановления области 14 декабря 1990 года вновь включён в неё.
В 2000-е годы в Таласском районе были произведены переименования целого ряда айыльных кенешей и населённых пунктов.
12 сентября 2000 года Кепюре-Базарский айыльный кенеш стал Айдаралиевским. 5 февраля 2001 года Ивано-Алексеевский айыльный кенеш стал Кок-Ойским. Кроме того, были переименованы сёла Ивано-Алексеевка в Кок-Ой, Иоганесдорф — в Кум-Арык, Хивинка — в Арашан.
8 февраля 2001 года Кырк-Казыкский айыльный кенеш стал Нуржановским. 4 октября 2004 года Талдыбулакский айыльный кенеш переименован в Осмонкуловский. 10 февраля 2005 года Чоналышский айыльный кенеш стал Омуралиевским. 22 марта 2007 года Бешташский аильный кенеш стал носить название Бердике Баатыра.
4 октября 2004 года административный центр Таласского района был перенесён из села Кок-Ой в село Манас.

## Население
По данным переписи населения Кыргызстана 2009 года киргизы составляют 58 448 человек из 58 867 жителей района (или 99,3 %), русские — 170 человек или 0,3 %, другие — 249 человек (0,4 %).

## Населённые пункты
В состав Таласского района входят 13 аильных (сельских) округов, включая 28 аилов (сёл):
- Айдаралиевский айльный округ: с. Кёпюрё-Базар (административный центр)
- Аралский айльный округ: с. Арал (административный центр)
- Бекмолдоевский айльный округ: с. Сасык-Булак (административный центр), Кара-Ой, Кенеш, Чон-Токой
- Бердике Баатыра айльный округ: с. Кум-Арык (административный центр), Козучак, Арашан
- Джергеталский айльный округ: с. Кызыл-Туу (административный центр), Чыйырчык, Кёк-Кашат
- Долонский айльный округ: с. Таш-Арык (административный центр), Ак-Джар, Орто-Арык
- Калбинский айльный округ: с. Калба (административный центр), Атая Огонбаева, Балбал, Беш-Таш
- Кара-Суйский айльный округ: с. Кара-Суу (административный центр)
- Кок-Ойский айльный округ: с. Кок-Ой (административный центр)
- Куугандинский айльный округ: Уч-Эмчек (административный центр)
- Нуржановский айльный округ: с. Джон-Арык (административный центр), Кек-Токой
- Омуралиевский айльный округ: с. Манас (административный центр), Чат-Базар
- Осмонкуловский айльный округ: с. Талды-Булак (административный центр), Ак-Коргон